# دهستان بوشکان
بوشکان، دهستانی است از توابع بخش بوشکان شهرستان دشتستان در استان بوشهر ایران.

## جمعیت
براساس سرشماری سال ۱۳۸۵ جمعیت آن ۴٬۴۰۹ نفر (۹۶۰ خانوار) بوده‌است.